# Jean Dunand

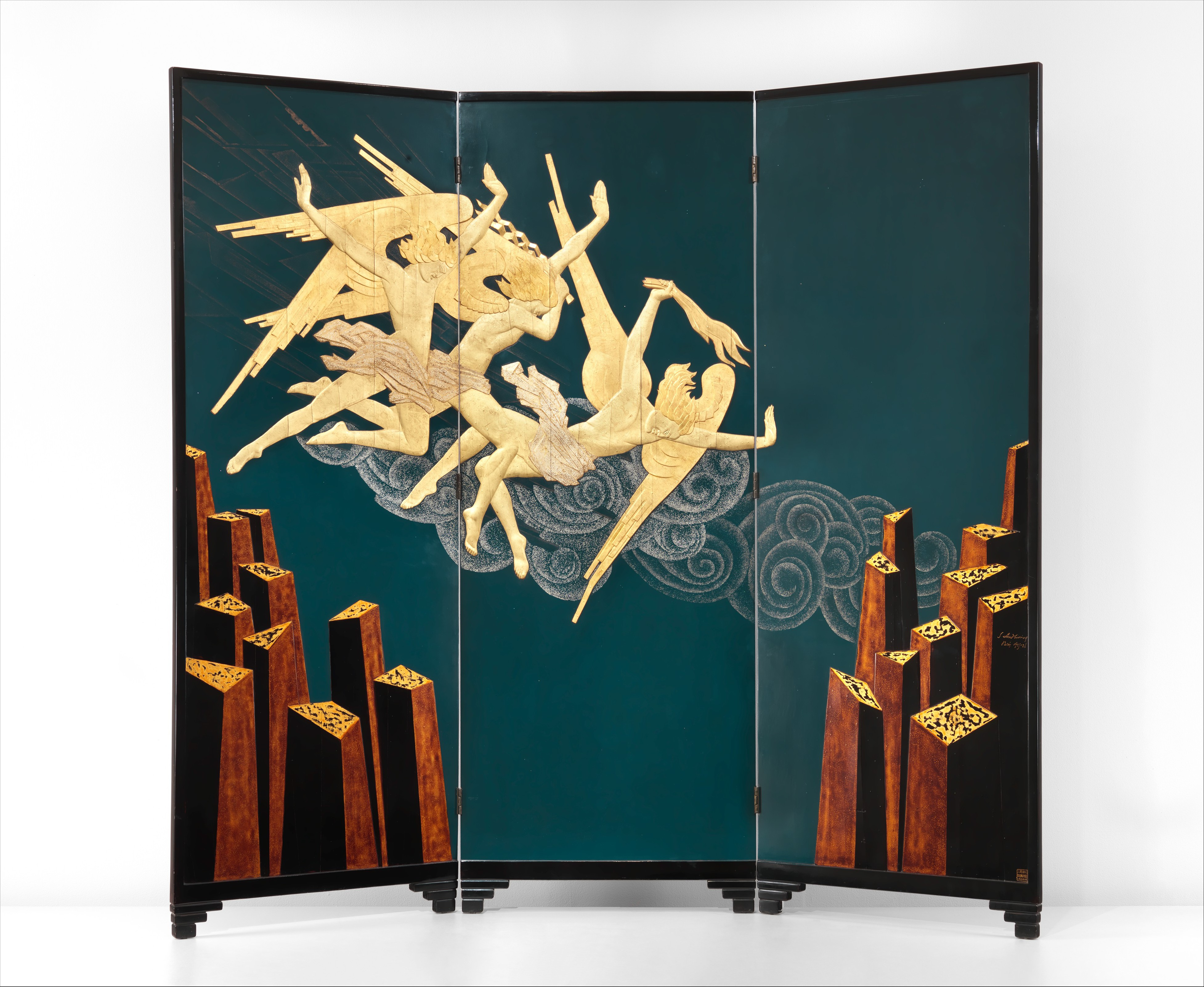
Jean Dunand, tripticul Fortissimo (1924 - 1926), triptic (de tip ecran sau paravan) din lemn lăcuit, coajă de ou, sidef și foiță de aur, aflat la Metropolitan Museum of Art.

Jean Dunand (n. 20 mai 1877, Lancy⁠(d), Geneva, Elveția – d. 7 iunie 1942, Paris, Franța sub ocupație nazistă) a fost un artist pluridisciplinar și figură majoră a mișcării artistice Art Deco, decorator, sculptor, ebenist⁠(d), tâmplar, lăcuitor și pictor elvețian, naturalizat francez.
A fost caracterizat, extrem de apreciativ, astfel: „Se numără printre cei mai mari creatori Art Deco,” fiind mai ales cunoscut pentru paravanele și panourile sale lăcuite, de dimensiuni mari, dar și pentru numeroase alte tipuri de artefacte de artă decorativă.

## Biografie

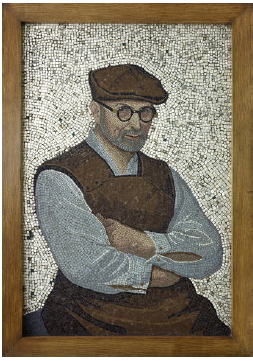
1932 – Autoportret de Jean Dunand, lucrare de tip mozaic, realizat de piatră, sticlă și aur, Musée d'art et d'histoire de Genève (inv. AA 2014-0034).

Jules-John Dunand s-a născut lângă Geneva, în Elveția, unde tatăl său era turnător de aur, în industria ceasurilor. Își francizează numele în Jean începând din 1909.
În 1891, la vârsta de 14 ani, Jean urmează cursurile de desen și sculptură la Școala de arte industriale din Geneva, pe care o absolvă în 1895, obținând mai multe premii, printre care de două ori premiul întâi. Aici s-a împrietenit cu François-Louis Schmied, care va deveni un gravor în lemn, cu sculptorul Carl Angst și cu dindarierul Claudius Linossier.
Datorită unei burse oferite de Orașul Geneva, el se stabilește în mod definitiv la Paris în 1897. Aici își exercită meseria de muncitor cizelator, ca ucenic în atelierul de modelare, stucatură și decorațiune al unchiului său. Tot aici se împrietenește cu Paul Jouve, care va deveni unul dintre cei mai talentați sculptori de animale din perioada Art Deco..
Începând cu 1898, urmează cursurile de seară ale Școlii Naționale Superioare de Arte Decorative în atelierul sculptorului Jean Dampt, unde dobândește gustul pentru munca minuțioasă și o cunoaștere profundă a materialelor sculptate, fie că este vorba de lemn, piatră, fildeș, fier forjat și metale prețioase.
În anul următor, își stabilește atelierul pe strada Hallé, în cartierul Alésia, din arondismentul 14 din Paris, în care lucrează până la moartea sa.
În jurul anului 1912, a început să lucreze cu Seizo Sugawara, un pictor japonez, specializat în lăcuire, care emigrase în Franța și a început să folosească această tehnică străveche și aproape uitată în propriile lucrări, realizând panouri decorative și paravane mari. De asemenea, a decorat uneori piese de mobilier create de alți designeri, inclusiv Jacques-Emile Ruhlmann și Pierre Legrain. Temele sale au fost foarte variate, de la modele florale și animaliere, la un fel de neocubism, până la modele orientale.
Pentru foarte vizitata și apreciata, respectiv puternic influentă Expoziție de Arte Decorative și Industriale Moderne, de la Paris, din 1925, complexul artist a lucrat la una dintre cele mai cunoscute expoziții ale sale, o propunere pentru interiorul unei ambasade franceze, ce urma a fi realizată în stil Art Deco, creând - printe alte inovații - o cameră pentru fumat, decorată în întregime cu panouri lăcuite.
De asemenea, a contribuit la „Casa unui colecționar” a lui É. J. Ruhlmann. A contribuit la interioarele multor apartamente și ale unor nave de croazieră, decorând camera pentru fumat a navei de linie SS Normandie.

## Moștenire artistică
Artistul a decedat pe 7 iunie 1942, la Paris.
Lucrările artistului vizual Jean Dunard se găsesc în numeroase muzee ale lumii, prin care se pot menționa cele din Amsterdam, Denver, Detroit, Geneva, Lausanne, Le Havre, Londra, Miami, Minneapolis, New York City, Paris, Pittsburgh, Quimper, Reims, Richmond, San Francisco, Tokyo și Zürich.

## Viață personală
În 1906, se căsătorește cu Marguerite Moutardier, cu care va avea șase copii, printre care se pot menționa Bernard (1908 - 1998) și Pierre (1914 - 1996), care vor deveni, de asemenea, mari artiști-lăcuitori.

## Galerie

### Vase și alte obiecte de metal

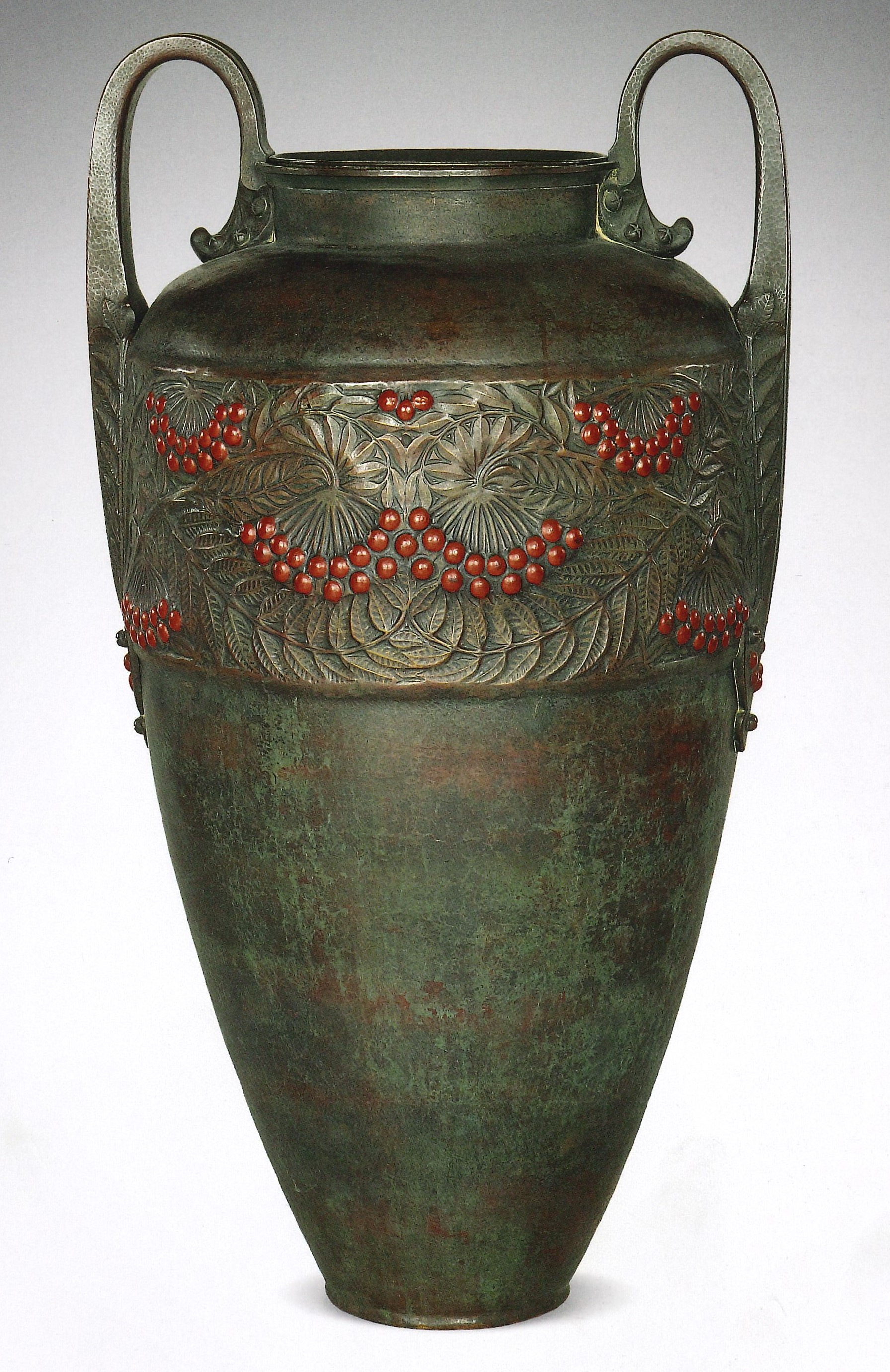
1911 – Urnă mortuară, expusă la Musée d'art et d'histoire de Genève
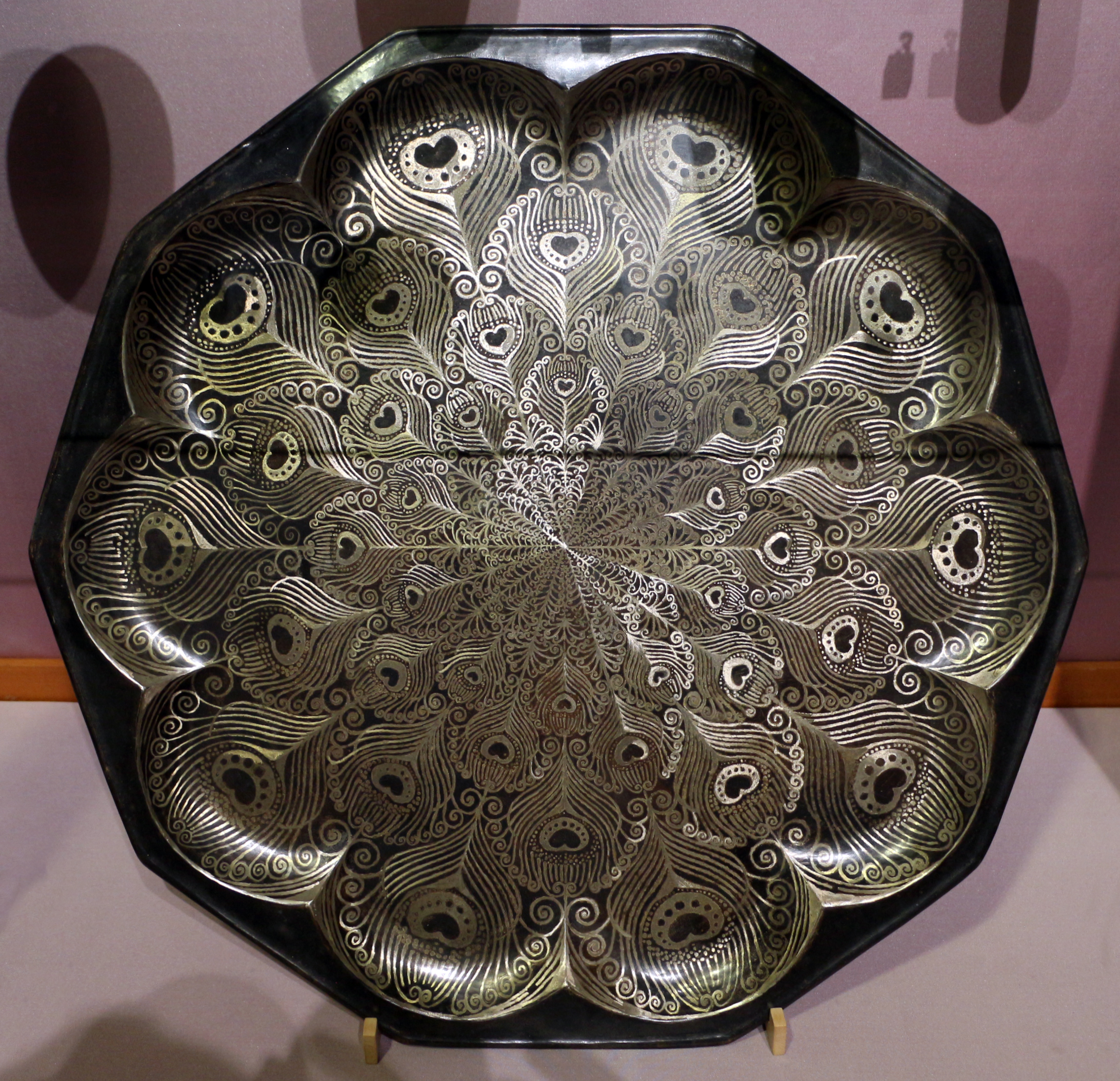
1914 – Platou, nichel oxidat, argintat și repostat, Paris, aflat în Musée d'Orsay.
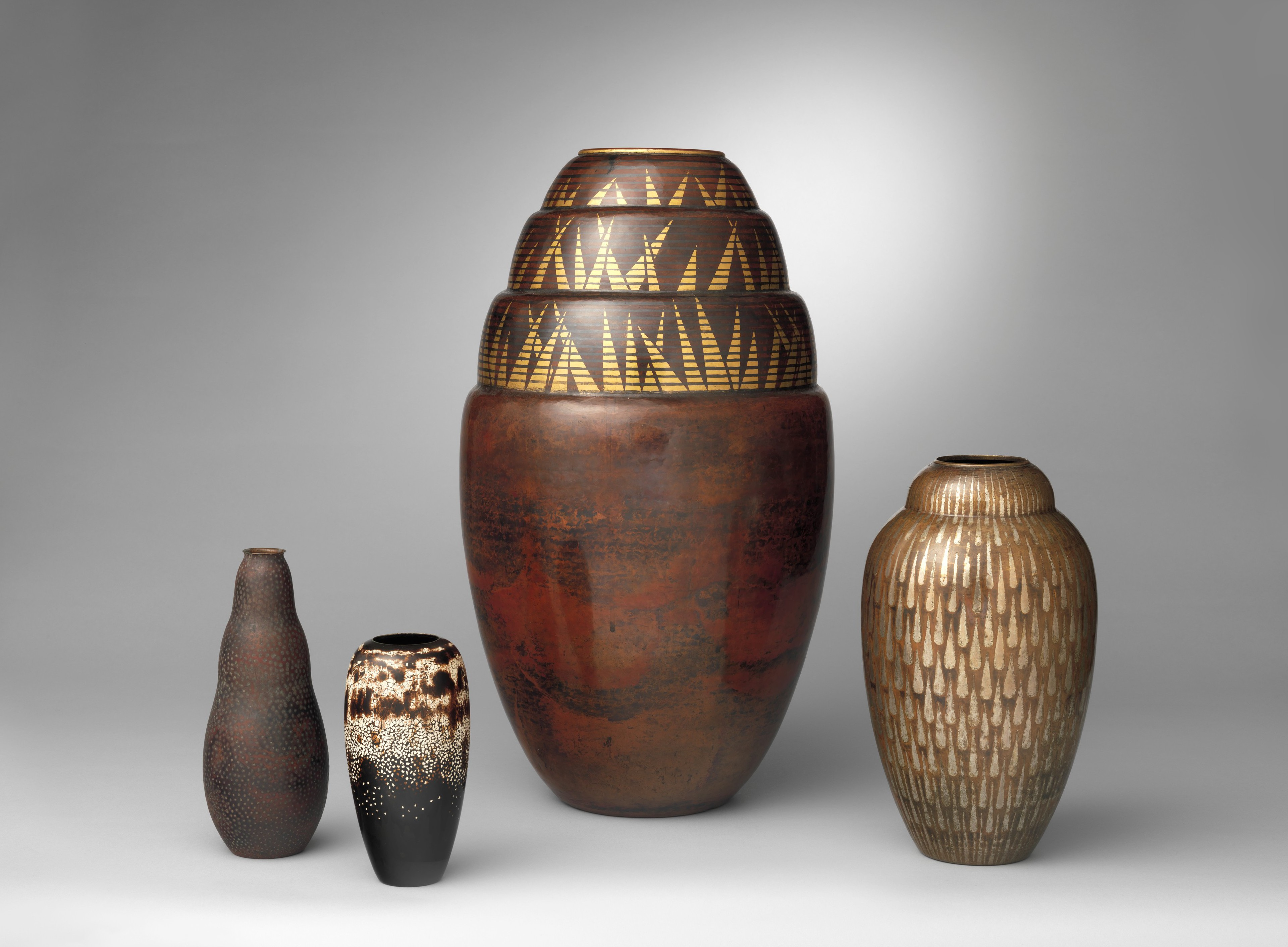
În jur de 1920 – Vase, New York City, aflate și expuse la Metropolitan Museum of Art
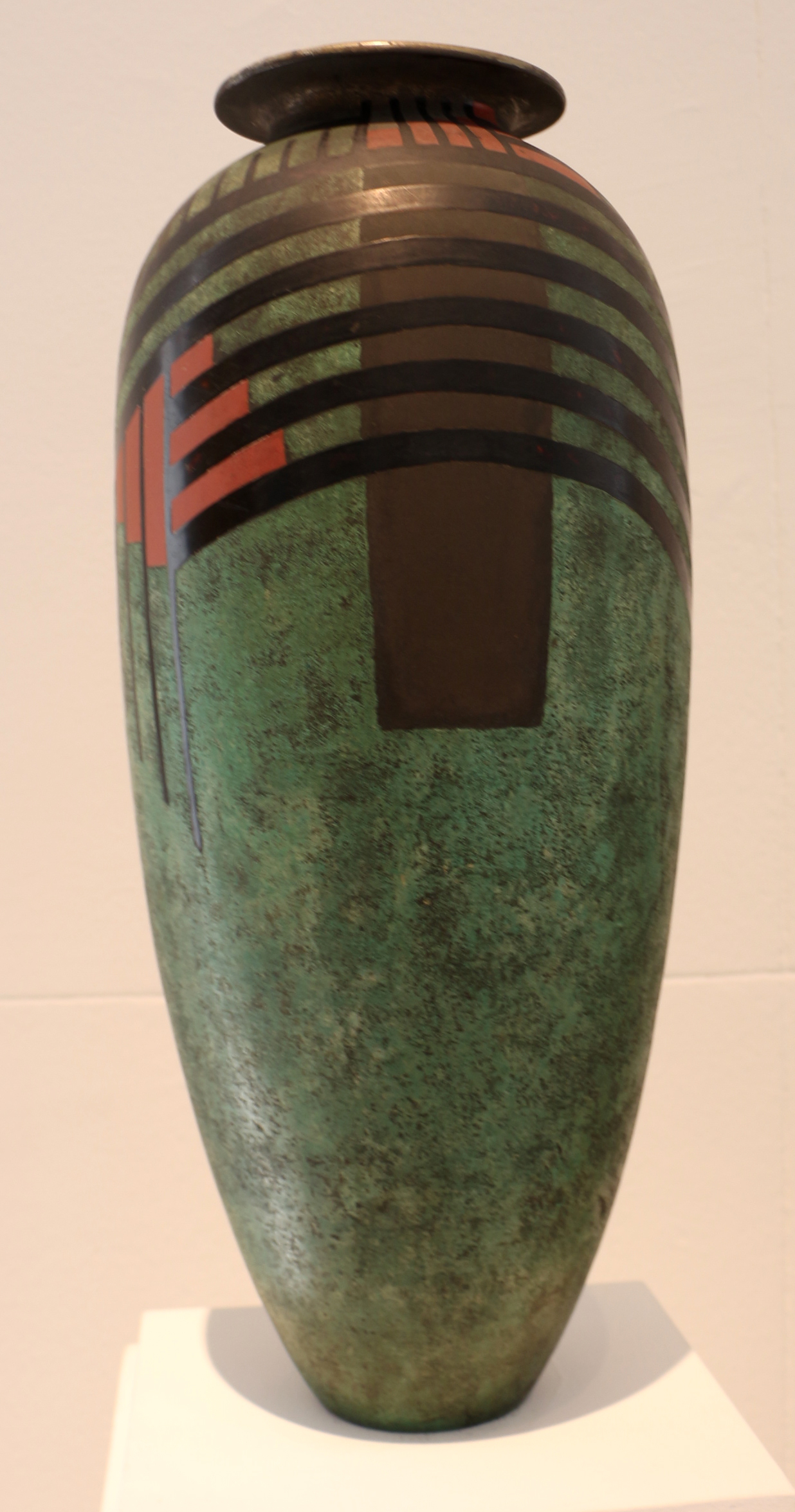
1935 – Vas ovoidal, aflat la Musée d'Art moderne de Paris

### Paravane și mobilier

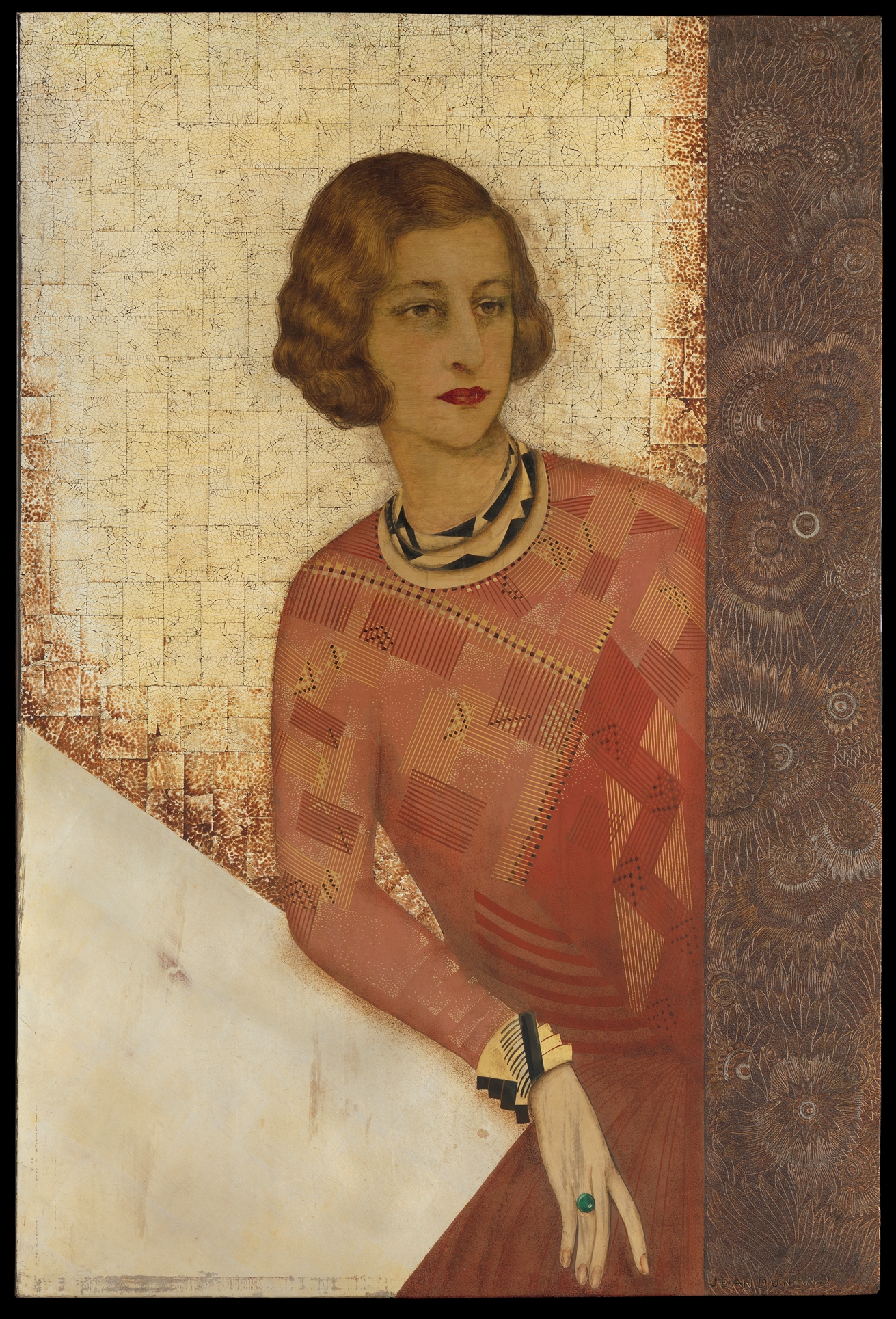
Circa 1925 – Juliette de Saint-Cyr, New York City, lucrare aflată și expusă la Metropolitan Museum of Art
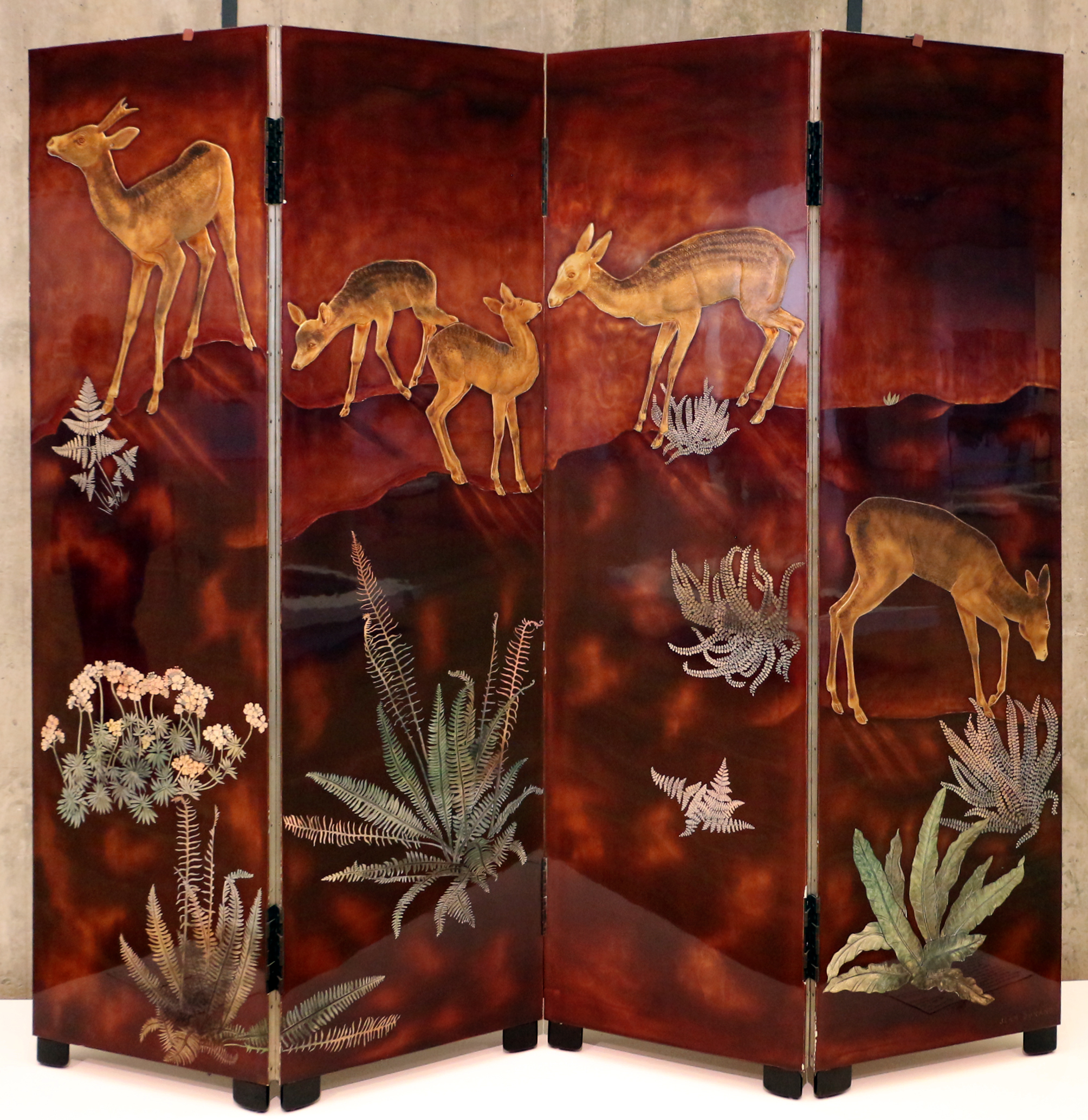
Orice în intervalul (1925 - 1935), Paravan, Lisabona, Musée Calouste-Gulbenkian.
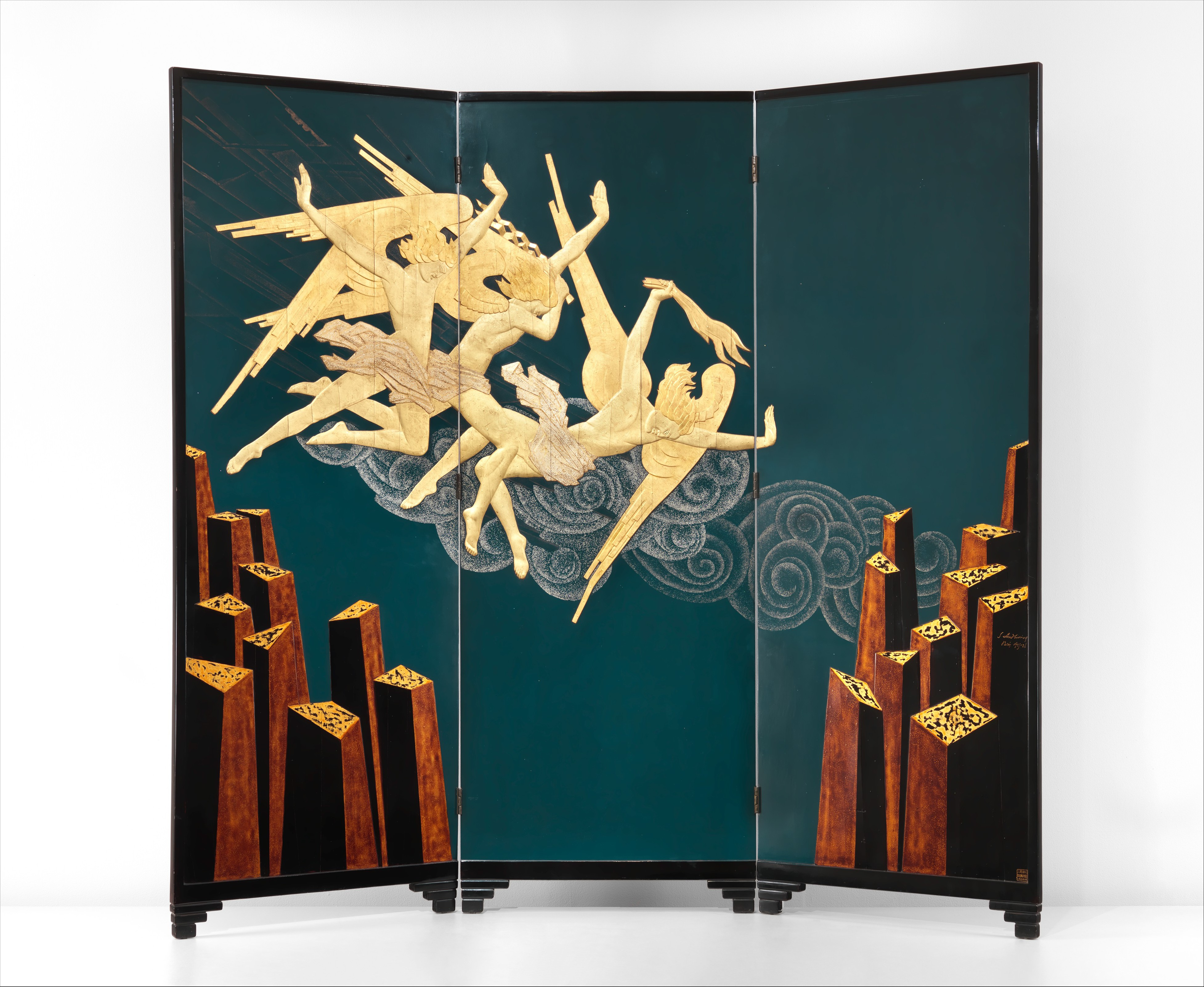
1925 – Paravan Fortissimo, New York City, Metropolitan Museum of Art
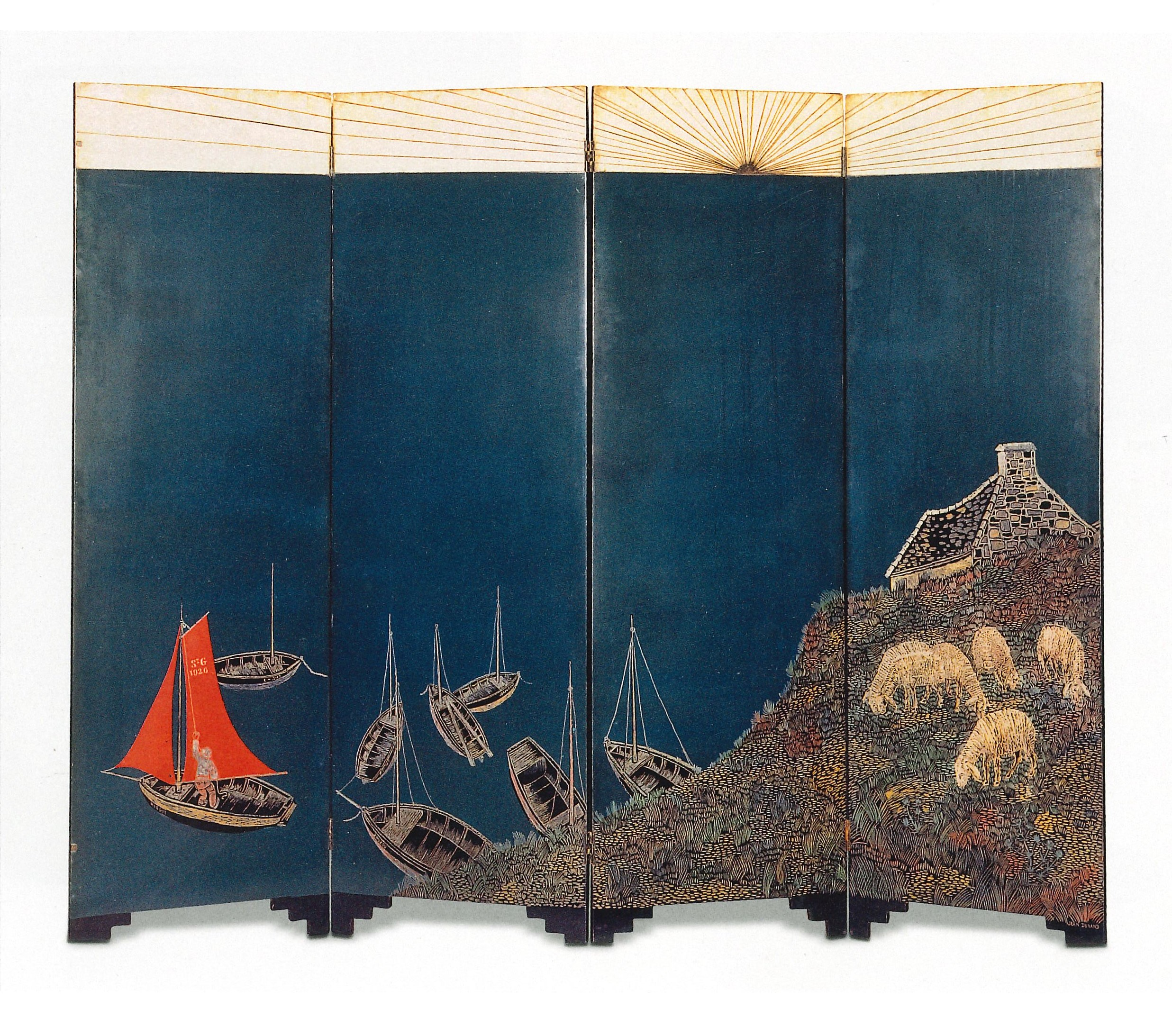
1926 – Paravanul numit Bretagne (lăcuit în albastru)
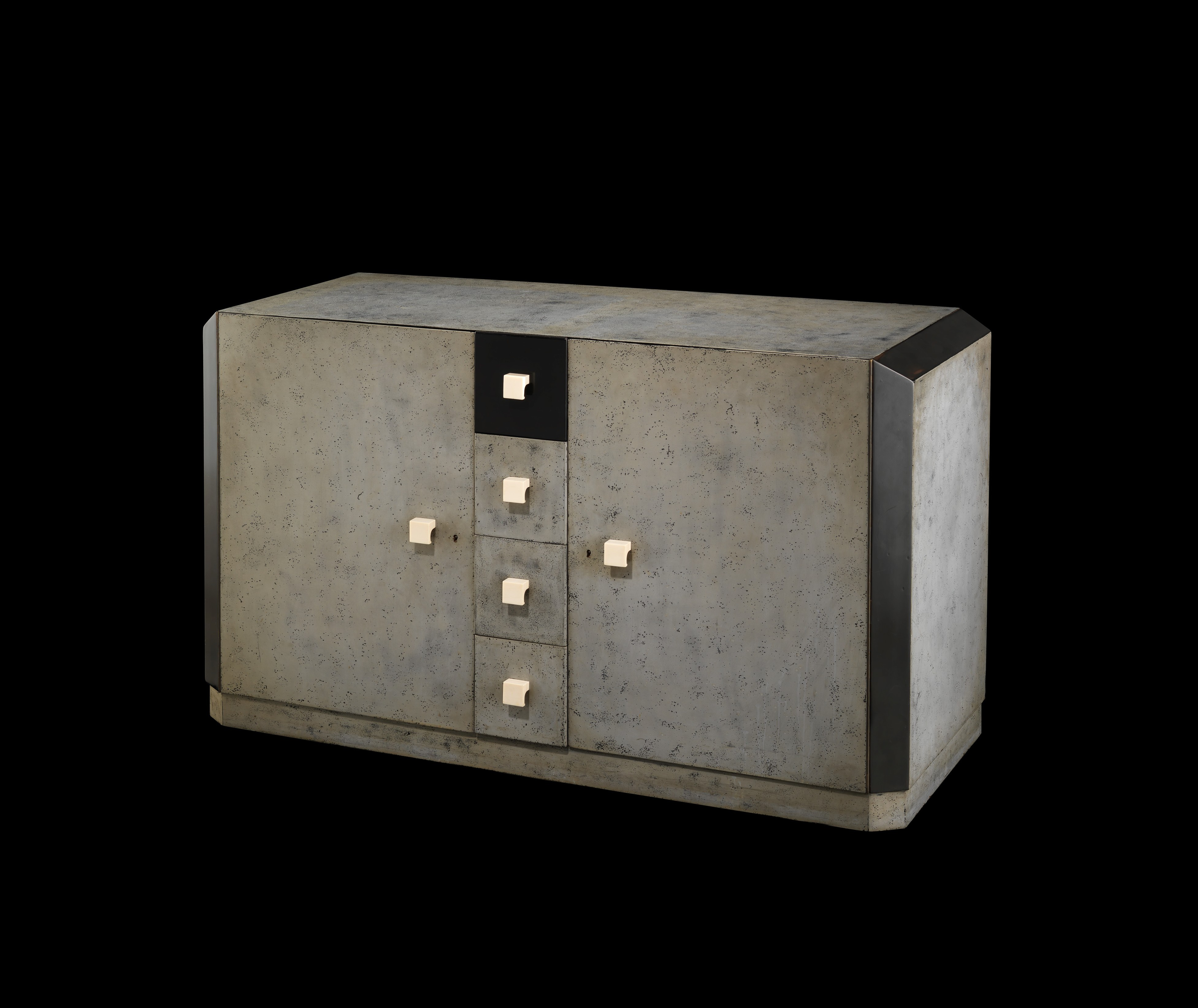
(1927 - 1928) – Comodă, New York, Metropolitan Museum of Art
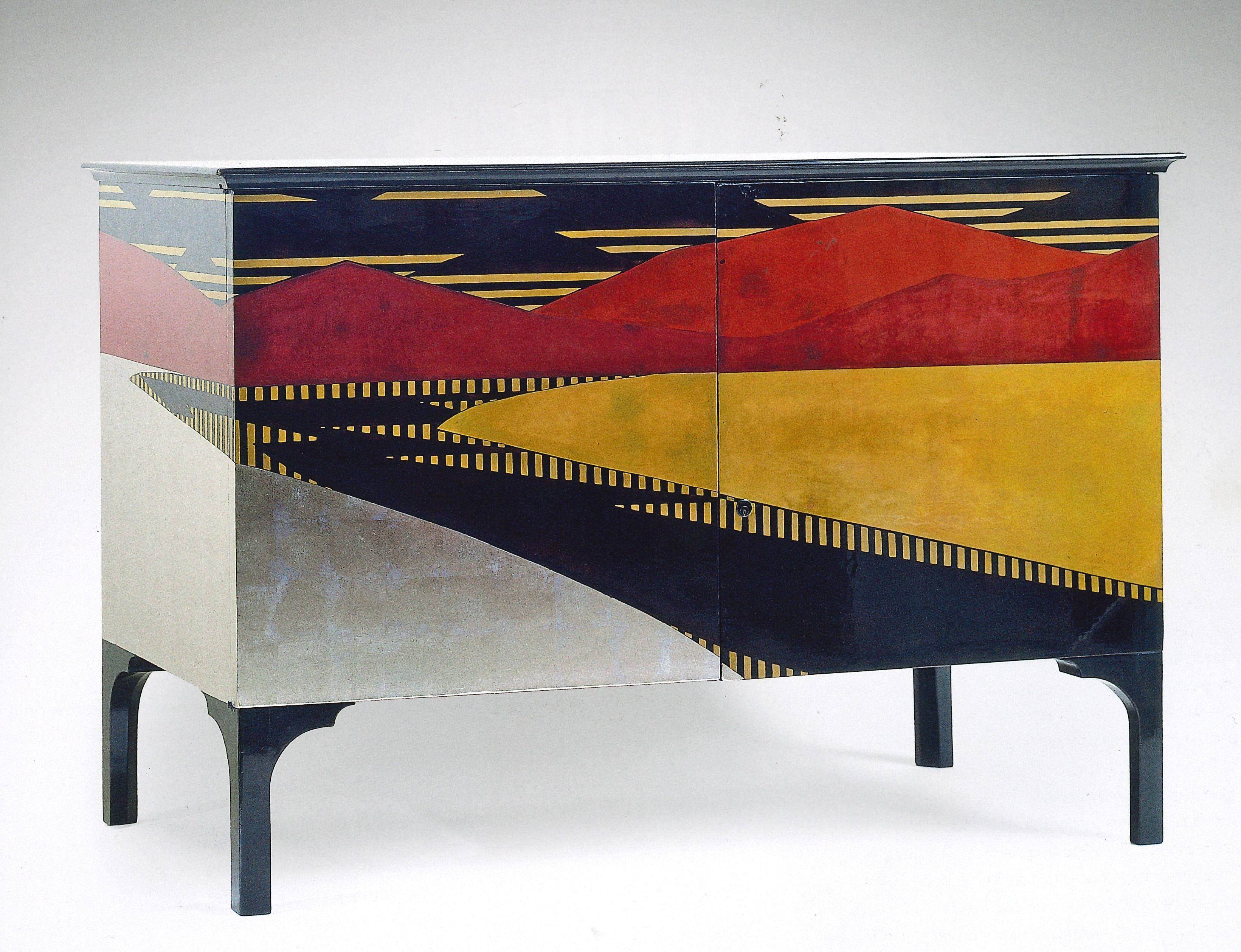
1921 – Comodă din lemn (lăcuită)
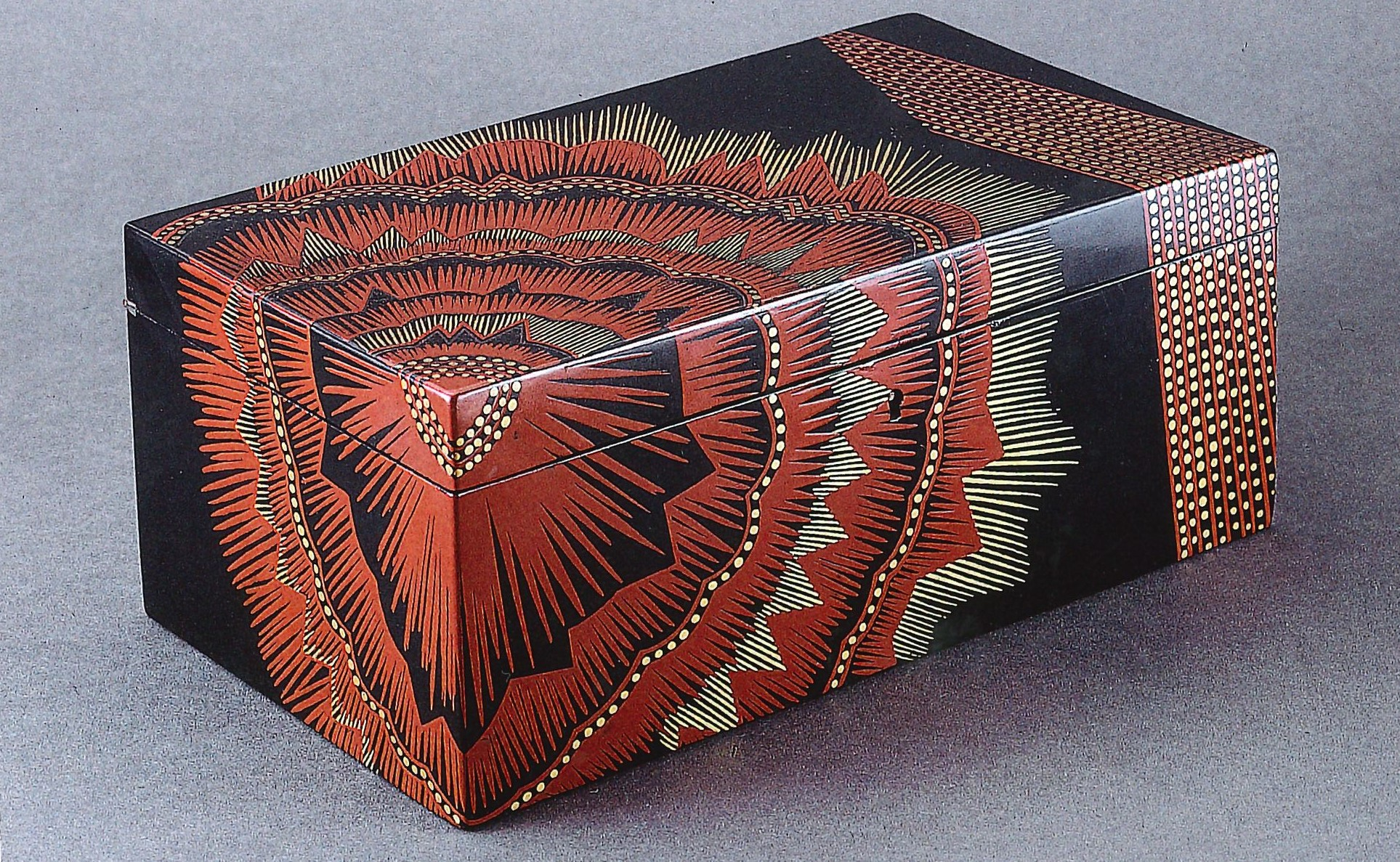
1925 – Coffret en bois laqué, Jean Dunand, 1925.